# Visione fotopica

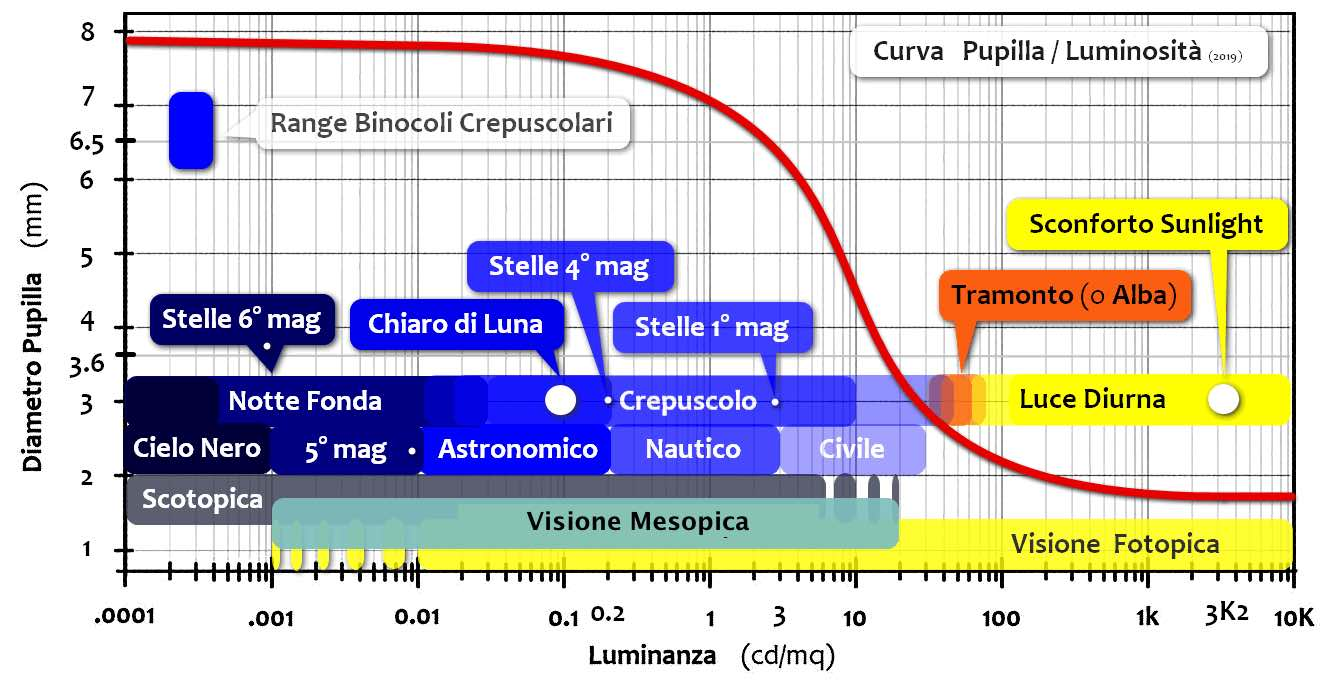
Tabella di luminanza della visione scotopica, mesopica e fotopica.

La visione (o vista) fotopica (dal greco antico: φῶς?, phaos/phōs, "luce" e ὀπ-, op-, "vedere"), detta anche "a colori", è la visione dovuta unicamente all'attività dei coni della retina, e usata principalmente in presenza della luce diurna. Curva Adeguata (pu - lum).jpg
Si tratta del tipo di visione che si ha quando il livello d'illuminazione è "normale", ovvero con livelli d'illuminamento compresi tra 0,01 lux fino a 100 000 lux, e consente di rilevare differenze cromatiche. La visione a bassi livelli d'illuminamento è la visione scotopica, mentre quella a livelli intermedi è la visione mesopica.  

## Caratteristiche

Efficienza visiva dell'occhio umano. Rosso: visione fotopica (diurna); Blu: visione scotopica (notturna).

Il tipico livello di illuminazione ambientale in cui è attiva esclusivamente la visione fotopica è compreso tra quello della massima luce solare di mezzodì e quello più basso, appena dopo il tramonto (o prima dell'alba); con il limite superiore medio di 3200 Cd/m2, oltre il quale avviene uno sconforto per la potentissima luce del Sole (>120 000 Cd/m2), ed il limite inferiore medio intorno a 10-20 Cd/m2, della tipica luce indiretta di inizio del crepuscolo serale (o della fine di quello matuttino).   
A livelli inferiori, la visione fotopica si mescola alla visione scotopica nella visione mesopica, per tutto il crepuscolo e fino a livelli di 0,01 Cd/m2 (entrando nella notte fonda, dalla fine del crepuscolo astronomico), ma con variazioni individuali anche più ampie, fino a ~ 0,001 Cd/m2 per gli occhi più sensibili.  
Negli esseri umani, la visione fotopica che consente la percezione dei colori, tramite i tre differenti tipi di coni retinici, ognuno maggiormente sensibile ad una stretta banda di frequenze, attribuibile al giallo, al verde e al indaco (o spesso indicata come rosso, verde e blu-violetto, o anche RGB), con un bilanciamento d'intensità luminosa adatto a percepire la luce bianca d'insieme (quella tipica del Sole, anche se giallognola), e potendo discriminare più di 1 milione di sfumature dei colori.  
| Tipo di visione | Illuminamento minimo (lux) | Illuminamento massimo (lux) |
| --------------- | -------------------------- | --------------------------- |
| Scotopica       | {\displaystyle 10^{-5}}    | {\displaystyle 1}           |
| Mesopica        | {\displaystyle 10^{-2}}    | {\displaystyle 1}           |
| Fotopica        | {\displaystyle 10^{-2}}    | {\displaystyle 10^{5}}      |

La lunghezza d'onda della luce visibile nell'aria varia indicativamente da 380 a 750 nm; in condizioni ottimali, la percezione visiva umana può ritenersi estesa tra 310 nm (ultravioletto) e 1100 nm (vicino infrarosso).  L'occhio umano presenta una sensibilità massima, in visione fotopica, attorno alla lunghezza d'onda di 555 nm (frequenza di 540 THz) ed è corrispondente a un colore descritto come verde brillante o giallo-verde; mentre in visione scotopica la dominante cromatica si sposta intorno a 510 nm (590 &apbs THz), coincidente a un colore verde-azzurro (che però non viene percepito, dato che la visione scotopica è acromatica).